# Цона Артиђанале (Фођа)
Цона Артиђанале (итал. Zona Artigianale) је насеље у Италији у округу Фођа, региону Апулија.
Према процени из 2011. у насељу је живело 397 становника. Насеље се налази на надморској висини од 255 м.